# روجر دي كوستر
روجر دي كوستر هو متسابق دراجات نارية بلجيكي، ولد في 28 أغسطس 1944 في أوكَل في بلجيكا.